# إسماعيل خان كندي (غربي أردبيل)
اسماعیل خان کندي (بالفارسية: اسماعیل‌خان کندی) هي منطقة سكنية تقع في إيران في قسم الغربي الريفي.